# Ohene Djan Stadion-tragédia
Az accrai stadionban 2001. május 9-én következett be tömegszerencsétlenség az Accra Hearts of Oak S.C. és az Asante Kotoko S.C. meccsén. 126 ember vesztette ekkor életét, ezzel az eset a legsúlyosabb sporttal kapcsolatos katasztrófa Afrikában, továbbá a limai tragédia és a Kanjuruhan-tragédia után a harmadik legsúlyosabb ilyen jellegű incidens a világon.
A fekete kontinensen igen gyakoriak még mai is a hasonló szerencsétlenségek labdarúgó-mérkőzéseken. Az elefántcsontparti Houphouët-Boigny Stadionban két alkalommal is (2009-ben és 2013-ban) történt tömegszerencsétlenség: az első alkalommal 19, a második alkalommal már 61-en haltak meg.

## Az események
A Hearts of Oak és az Asante Kotoko a két legjobb labdarúgó-csapatnak számított akkoriban Ghánában. Aznapi mérkőzésüket az Ohene Djan Stadionban extra biztonsági intézkedések előzték meg, mert a hatóságok joggal tartottak szurkolói rendbontástól, ezért számos rendőr állt készenlétben a létesítmény területén belül.
A végső játékidőben a Hearts of Oak két gólt szerzett, ezért a játékvezető 2:1 arányt állapított meg a javukra, amely felmérgesítette a Kotoko drukkereit. A szurkolók felszaggatták az ülőhelyeket és a műanyag székeket valamint palackokat és pirotechnikai eszközöket (főleg petárdákat) dobáltak a pályára.
A rendőrség ekkor könnygázgránátokat lőtt ki és gumilövedékkel tüzelt a tömegre. Az irritáló füst és a lövések miatt pánik tört ki, ezért a tömeg menekülni kezdett a helyszínről. Több kapu azonban be volt zárva, sőt a stadion kialakítása miatt kevés kijárat állt rendelkezésre.
A torlódás következtében 116 embert a helyszínen agyonnyomtak, esetükben a halál oka fulladásos aszfixia volt. 10 ember a helyben szerzett sérülések következtében, utólag halt meg. A sérültek száma hozzávetőlegesen 150 fő volt.[forrás?]
Az egyik drukker, Abdul Mohamed eszméletét vesztette a könnygáztól. Mivel halottnak hitték, ezért egy halottasházba szállították. Csak egy szerencsés véletlennek volt köszönhető, hogy elkerülje az élve eltemetést. Akkor tért magához, amikor valaki véletlenül a lábára lépett.
Orvosi személyzet nem tartózkodott a stadionban. Ők még a meccs vége felé, de a zavargás kitörése előtt távoztak a helyszínről abban a hitben, hogy nem lesz már rájuk szükség. A távozó személyzet ráadásul néhány kaput bezárt, ezért akaratlanul csapdába ejtették a menekülő tömeget.

## Vizsgálatok
A hivatalos kivizsgálás a rendőri szerveket tette felelőssé, mert nem megfelelően mérték fel a helyzetet, a tömeg zúgolódását eltúlzottan veszélyesnek ítélték, valamint nem megfelelő arányban vetettek be könnygázt és gumilövedéket. Néhány tisztet méltatlan viselkedéssel és könnyelműséggel is vádoltak. Hat rendőr ellen 127 rendbeli emberölés miatt emeltek vádat, de a vádakat végül ejtették, mivel a fulladásos halált nem a könnygáz, hanem a pánik miatt kialakult tömegtumultus okozta, egy személy, Mohamed Abdul pedig nem halt meg a gáztól.
A vizsgálóbizottság javasolta a kormánynak, hogy az esetből levonva a tanulságot fejlesszék a biztonsági körülményeket a stadionban és javítsanak az elsősegélynyújtási lehetőségeken, továbbá állítsanak fel ilyen esetekre gyorsreagálású csoportokat.
Az Ohene Djan Stadiont 2007-re a Nemzetközi Labdarúgó-szövetség szabványainak megfelelően felújították ugyan, de 15 évvel később újból elhanyagolt és balesetveszélyes állapotba került.

## Megemlékezések
Ghána elnöke John Kufuor háromnapos nemzeti gyászt rendelt el és a ghánai Premier Football League is elhalasztotta egy hónappal a további mérkőzéseket. Összefogással emlékművet állítottak az áldozatoknak a stadionban egy bronzszobor formájában, amely egy drukkert ábrázol, amint társát menekíti biztonságos helyre. A szobor alatti felirat a következő: Testvérem őrizője vagyok.
Otomfuo ghánai herceg az áldozatok családtagjait és árván maradt gyermekeit külön meghívta születésnapjára. A muzulmánok imádkoztak és adományokat gyűjtöttek a rászorulóknak. A tragédia emlékére labdarúgó-bajnokság és utcai sétát is elneveztek Május 9. néven.
Ohene Djan Stadiont látogató drukkerek mai is skandálják a Soha többé! rigmust, jelezve, hogy az eseményeknek nem szabad újból bekövetkezniük.

## Lásd még
- Port Szaíd-i stadiontragédia

## Külső hivatkozások
- Könnygáz, tömegnyomor okoz tragédiát (magyar nyelven). index, 2012. február 2. (Hozzáférés: 2024. november 10.)
- Leomló lelátók, megvadult tömeg – Amikor a stadionok pokollá változtak (magyar nyelven). sport365, 2012. február 20. (Hozzáférés: 2024. november 10.)